# 1-Boc-4-AP
1-Boc-4-AP（4-苯胺基哌啶-1-甲酸叔丁酯）是用于合成芬太尼及其类似物的中间体，是4-苯胺基哌啶的N-保护衍生物。它于2022年被美国DEA列入I类监控化学品，并在其他多个司法管辖区受到管制。 持有、销售或进口在世界大部分地区都受到严格监管。尽管它的药理活性尚不清楚，它在其它狡詐家藥物作为杂质中被检测出。